# Canal N
Canal N es un canal de televisión por suscripción peruano, perteneciente al Grupo Plural TV del diario El Comercio y La República, enfocado principalmente a las noticias nacionales e internacionales. El canal está exclusivamente en el servicio de Movistar TV.
A pesar de que CCN y Cable Mágico Noticias fueron las primeras emisoras de televisión enfocadas solamente en noticias, Canal N destacó por ser uno de los pocos medios que se mantuvo en oposición al gobierno de Alberto Fujimori. Además, fue el único medio permanente de cobertura local y nacional durante los años 2000, hasta la llegada de otros competidores como ATV+ y RPP TV.

## Historia

### Inicios
La idea de Canal N surgió en 1997 por parte del periodista Bernardo Roca Rey durante la toma de la embajada de Japón. Para concretar la idea en práctica, necesitaba un socio comercial, quien con el tiempo resultó ser Gilberto Hume al conocerlo en una reunión en la playa.
«Una tarde completa haciendo cebiche en frasco con bastante pisco, y después seguimos dándole vueltas y se fue madurando la idea» dijo Hume. El directorio del diario El Comercio (posteriormente formado como El Comercio Producciones), después de dar visto bueno a la idea, se incursionó en la industria de la televisión con la apertura de un pequeño local ubicado en la calle Madrid en el distrito de Miraflores. Inspirado en la cadena de noticias estadounidense CNN, en un inicio competía contra Cable Canal de Noticias, propiedad del diario Expreso, siendo hasta ese entonces la única emisora de televisión en el país enfocada en las noticias. El Comercio comenzó a publicitar a Canal N al público por primera vez en 1998 en la revista PC World, revista estadounidense cuya versión local era producida por el diario. Posteriormente, se publicaron anuncios del canal en la revista de Cable Mágico para los clientes de esta cabloperadora: el cartel publicitario incluía una fotografía de los estudios del canal y la frase El Perú minuto a minuto. Luego de varios meses de preparación técnica y laboral, en abril de 1999, Canal N fue lanzado en señal de prueba mediante Cable Mágico, en un inició solamente disponible para los suscriptores del paquete de canales adulto.
Paralelamente, en el canal 8 de Cable Mágico, cuya frecuencia era ocupada hasta ese entonces por la señal internacional de Rede Manchete de Brasil (en sus últimas ediciones previo a su cierre), apareció el logo de Canal N, con la imagen de una letra «N» giratoria en 3D sobre fondo negro con un fondo musical. Se anunciaba de esta manera la futura disponibilidad de la nueva emisora por esta frecuencia. Canal N fue lanzado al aire de forma oficial el 4 de julio de 1999 a las 8:00 a.m.
Se encargó la producción de la identidad sonora del canal al compositor Lucho Chocano; la cortina musical, una melodía en ritmo fusión andina en low tempo, continúa siendo empleada por el canal en distintas versiones que han sido interpretadas, masterizadas y modificadas a través del tiempo. 
La programación de Canal N al principio consistía en bloques informativos de 30 minutos alternados luego con programas de análisis, de economía, deportes y espectáculos. Sus primeras transmisiones no fueron de 24 horas. Tras algunas horas al aire, la emisora cesaba sus emisiones y dejaba una pantalla en negro con la hora actual y un fondo musical similar al usado durante los días previos a su lanzamiento. Canal N incluyó, además espacios conducidos por presentadoras mujeres, entre ellas Susana Villarán y Rosa María Palacios.
Canal N inició una línea de periodismo televisivo autónomo, como integrante del Consejo de la Prensa Peruana. Esta línea se convirtió en un elemento opositor al régimen fujimorista, que intentó clausurarlo. La postura informativa de Canal N se fundamentó en el libro de Hume, que permanece inédito por varios años. El canal estuvo en la mira del Jurado Nacional de Elecciones debido a la filtración de resultados de intención de voto realizados por una encuestadora local. A pesar de la multa que el JNE aplicaría a la emisora, Canal N cubrió los mítines de los candidatos opositores durante las elecciones presidenciales de 2000 pero sin las imágenes adulteradas que eran transmitidas por el resto de canales en las que los mítines aparecían vacíos y sin público. Además, Canal N informaba sobre denuncias de firmas falsas, también informadas por El Comercio.
Además, durante la Marcha de los Cuatro Suyos, Canal N fue la única estación de televisión en transmitir en vivo los tres días de manifestaciones en Lima antes y durante la ceremonia de juramentación del tercer mandato de Alberto Fujimori. Además, emitía sin censura los actos violentos realizados por infiltrados del gobierno en diferentes puntos de la ciudad, en contraste con el resto de cadenas de televisión abierta que mostraron a estos como vándalos afines a Alejandro Toledo.
En septiembre de 2000, Canal N obtiene una importante notoriedad al ser la emisora en donde se difundió el primero de muchos vladivideos. En la primera grabación, el congresista Beto Kouri era sobornado por Vladimiro Montesinos para que renunciara a su bancada y se uniera a la bancada fujimorista a cambio de obtener presupuesto para obras en el Callao (Kouri-Montesinos). Tras la aparición de más cintas de este tipo que evidenciaban actos de corrupción del régimen y la masificación de estas grabaciones por televisión abierta, Fujimori renunció a la presidencia desde el extranjero mediante un fax el 16 de noviembre de 2000. Por su parte, Montesinos huyó del país en yate rumbo a Panamá.
Los vladivideos provocaron un desprestigio gigante a un gran número de personalidades del ámbito político, empresarial, y mediático que estuvieron involucrados en el escándalo. En el sector de los medios de comunicación, una de las consecuencias fue el cierre en 2001 de Cable Canal de Noticias, el principal competidor de Canal N, debido a la revelación de que el fujimorato había comprado la línea editorial tanto de esta emisora como del diario Expreso. Es por esos motivos que, en el mismo año 2000, la Coordinadora Nacional de Derechos Humanos reconoció a Canal N con el premio Periodismo y Derechos Humanos.

### Posfujimorato
En septiembre de 2000, el canal lanza La hora N, un bloque de programación presentado por Jaime de Althaus, quien previamente trabajaba para CCN. El programa después aumentaría su duración a una hora. Su temática era de entrevistas a personalidades políticas y análisis de investigación de casos de interés nacional. Este fue el programa emblema de Canal N y el más longevo de la señal hasta su cancelación en julio de 2017. En ese año, ocupó su lugar el bloque 20/27, conducido por Mávila Huertas.
Durante los años 2000, Canal N lanzó al aire varios otros programas como Primero a las 8, 13 hrs., d6a9 y bloques de análisis y temáticos como Rumbo económico, Agenda política, Entre líneas, 2 a la N y A esta hora se improvisa. Uno de los programas más destacados de esta época fue Sin rodeos, conducido por Hans Landolt y que contó en el equipo de investigación a Bruno de Olazábal. Este espacio se encargó de producir reportajes sobre los sucesos de la Comisión de la Verdad y Reconciliación, en colaboración con el Instituto de Defensa Legal. Además, Sin rodeos también abordó otros temas políticos y sociales de relevancia durante su emisión entre 2002 y 2008.
En 2002, Canal N coprodujo el documental Fujimori-Montesinos, el dictador y su doble, de la empresa francesa Les Films du Village. Este se presentó en el Festival Internacional de Programas Audiovisuales en Biarritz.
Tras el cierre de CCN, Canal N aumentó su audiencia, influencia y popularidad. Además, el cierre de las demás señales de temática informativa que competían con la emisora, tales como Antena Informativa (antes Cable Mágico Noticias) y Red Global (entre 2003 y 2006) hicieron que Canal N fuera al menos durante aproximadamente 5 años la única estación de noticias en todo el país. Su éxito también se debió en parte su distribución de forma exclusiva por Cable Mágico (desde 2010, Movistar TV), la cableoperadora más grande del país por cobertura geográfica y número de suscriptores. Además, Canal N contaba con una señal de audio en la frecuencia 900 mHz de la banda AM, la cual inició emisiones en 2001 y cuya gestión estuvo a cargo de Clara Izurieta bajo un convenio con la BBC.
En 2004 el canal de cable fue adquirido por el Grupo Plural TV. En 2006, Canal N realizó una cobertura especial electoral a nivel nacional junto América Televisión denominado Voto 2006. Fue dirigido por Hugo Coya.
A principios de 2007, Canal N forma una alianza con América Televisión, cadena con la que comparte el mismo dueño (Plural TV) desde 2003. Como parte de esta alianza, se realizaron una serie de cambios: América Televisión pasa a gestionar el área técnica de Canal N, se traslada el centro de operaciones de Canal N a las oficinas de América y se fusiona con el servicio informativo «América noticias», concretado en 2010.

### Década de 2010
En 2012, Canal N cambia su paquete de gráficas, además de renovar su eslogan y su programación, y el lanzamiento de un nuevo espacio informativo denominado N Noticias. En 2014, el canal nuevamente cambia su imagen corporativa, así como la llegada de nuevos periodistas y la actualización de su oferta de programación.
En septiembre de 2015, la estación lanza la señal en alta definición del canal como señal de pruebas en el dial 708 de Movistar TV. Aunque era promocionado como un canal HD, en realidad era un reescalado de la señal SD la cual emitía nativamente en 4:3 a 480i, resolución que era reescalada a 16:9 1080i en la señal HD, situación que duró dos años.
El 14 de agosto de 2017, Canal N renueva su imagen corporativa con el lanzamiento de un nuevo logo y gráficas. La señal HD se convierte en la señal principal del canal y pasa a emitir en 16:9, aunque emitiendo aún en 480i reescalado a 1080i; la señal SD pasó a emitirse temporalmente en letterbox. Tres días después, el 18 de agosto de 2017, el canal comienza a emitir en alta definición de forma nativa por su señal HD a la 1:45 a.m., mientras que la señal SD pasa a emitir a 16:9 panorámico.
El 4 de julio de 2019, Canal N cumplió 20 años ininterrumpidos al aire, y los celebró en una reunión hecha en el Espacio Fundación Telefónica, en Lima, donde acudieron altas autoridades del país y personajes importantes de la cultura, la política y el periodismo. Además se estrenó un documental especial donde se reseñan los acontecimientos más importantes que cubrió Canal N y la evolución por la que atravesó el país desde 1999.

### Década de 2020
El 30 de agosto de 2021, Canal N realiza una gran cantidad de cambios en su señal: se decide renovar las gráficas, siendo la primera vez en cambiarlas tras el lanzamiento de la señal HD, y se deja de emitir noticieros emblema del canal, como d6a9 y Primero a las 8 para dar paso a una nueva programación, compuesta por los bloques informativos matutino, mediodía y vespertino, transmitidos en vivo durante 4 horas cada uno de lunes a viernes desde las 06:00 hasta las 18:00, además del espacio nocturno transmitido en vivo a las 18:00, 20:00, 22:00, y en la madrugada en caso se produzca un hecho de relevancia noticiosa en ese horario; y los dos bloques informativos de fines de semana, transmitidos en vivo durante 7 horas cada uno los sábados y domingos de 08:00 a 22:00. Solo se mantuvo de la programación anterior los programas de entrevistas, análisis y opinión; además de los temáticos Automundo y Mundo Empresarial. Dos meses después, 20/21 deja de emitirse en Canal N tras la renuncia de Mávila Huertas, expandiendo en ese horario su bloque de noticias nocturno hasta noviembre, donde el programa N Portada se convierte en el bloque informativo estelar de la señal.
El 6 de febrero de 2022, tras la cancelación de Agenda política, la emisora estrena 4 programas para el horario estelar de los domingos: Zoom al Perú, Pasos Perdidos, N Contexto y 4 a la N, además de acortar el segundo bloque de noticias de los domingos en Canal N. 
El 15 de marzo de 2022, falleció el fundador del canal, Bernardo Roca Rey, a los 74 años.
El 2 de mayo de 2022, Canal N realiza una renovación de gráficas a menos de un año de su último cambio; empezando por el regreso de la "N" 3D de 1999. Además ingresaron nuevos periodistas como Jaime Chincha (quién había integrado el primer equipo periodístico de Canal N en 1999) y Gonzalo Zegarra, se crearon nuevos programas como Octavo Mandamiento, de entrevistas, y Enfoques cruzados, de debates. Junto a todos estos cambios se estrenó un nuevo estudio para sus programas informativos, totalmente diferente al del 2017. 
El 7 de junio de 2022, el Grupo El Comercio anunció que América Televisión (bajo el nombre legal Compañía Peruana de Radiodifusión S.A.), de la cual El Comercio es dueño del 70% de sus acciones, absorberá administrativamente a Canal N (Productora Peruana de Información S.A.C.) a partir del 1 de julio del mismo año. Este hecho contó con la decisión unánime de los accionistas de ambas empresas. En ese contexto en 2023 se estrenan nuevos programas para el horario estelar del canal, como el talk show ¿Quien es quien?, que era conducido por las hermanas Marisol y Celine Aguirre. Además, se estrenó Mundos paralelos, presentado por el comunicador Francisco de Piérola, descendiente del exmandatario peruano Nicolás de Piérola. El programa generó controversia por su postura ultraconservadora, siendo criticado por la periodista Juliana Oxenford por su aparente falta de rigor periodístico. Ante la repercusión negativa, el programa fue cancelado en mayo de 2024 a solicitud del propio De Piérola a pocos meses de su estreno.
El 18 de marzo de 2024 Canal N vuelve a cambiar de concepto, realiza retoques y modificaciones a su escenografia creada en 2022 y, a pesar de ofrecerse como una modernización, adoptó un modelo de programación similar al que tuvo en los años 2010: los grandes bloques de noticias emitidos de lunes a viernes son reemplazados por programas (Mañanas al día, D9A11 , En la mesa y A media tarde) y retornan a la programación N Directo, N Noticias y el espacio de análisis N Portada. Primero a las 8 vuelve a ser el noticiero central del canal emitiendo de lunes a domingo a las 20:00 y regresan las emisiones de N Noticias de fin de semana en los horarios de 08:00 a 13:00 y de 14:30 a 19:00 los sábados, y los domingos de 08:00 a 11:00, de 12:00 a 13:00 y de 14:30 a 18:00. De la programación anterior quedaron los espacios Octavo mandamiento, Mundos paralelos, El Cliente (producido con la Universidad San Ignacio de Loyola), Pasos perdidos, Patio de Honor, que cambió de nombre a Mesa de Prensa, 4 a la N, y La Linares, espacio de entrevistas del canal de Youtube de la periodista Verónica Linares y cuyos episodios se emiten en estreno por el canal de cable los domingos, días antes de publicarse en Internet.
En 2024, se produjeron cambios en la programación estelar. Mundos paralelos, de Francisco de Piérola, fue reemplazado por un nuevo espacio conducido por la periodista Diana Seminario llamado Al final del día. Seminario generó controversia en noviembre de 2024 al afirmar que la disolución del parlamento en 2019 fue un «golpe de Estado» declarado improcedente por el Tribunal Constitucional, afirmación que fue desmentida por Salvador del Solar en una entrevista en vivo. Además, con la renuncia de Jaime Chincha del canal, Octavo mandamiento fue reemplazado por un programa de política y economía a cargo de Omar Mariluz, llamado Cuentas claras, conducido por el director del diario Gestión.